# Nguyễn-Fürsten

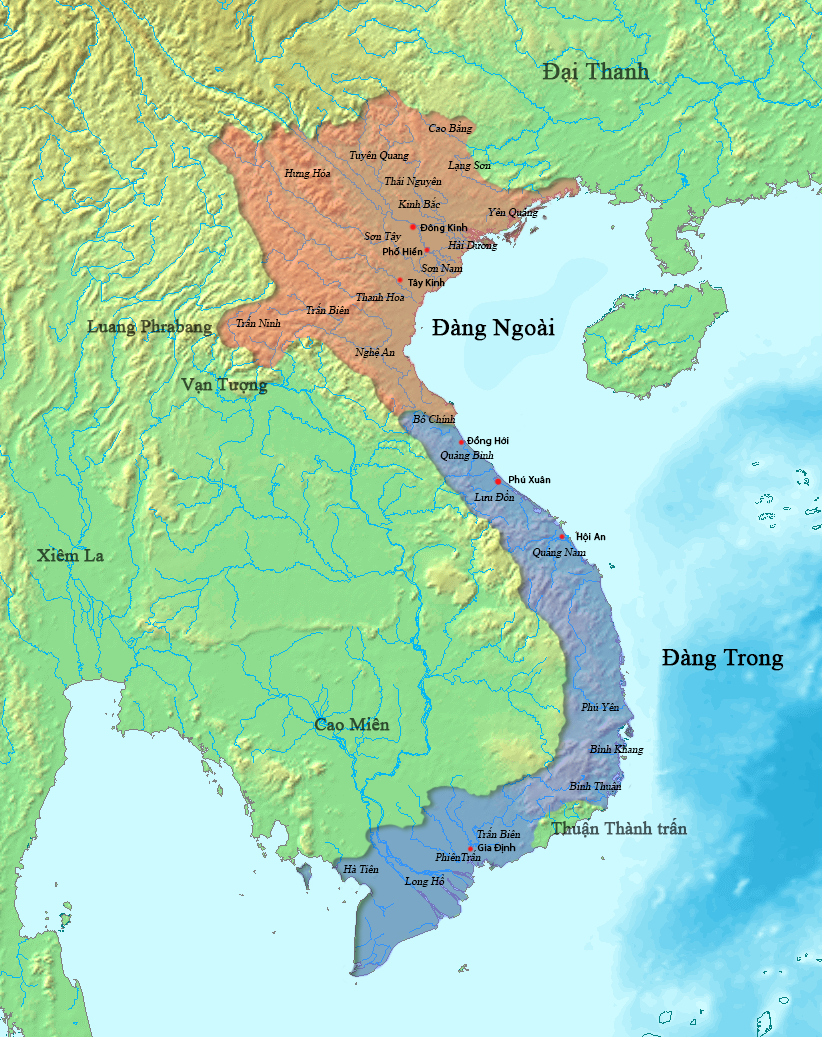
Vietnam Ende 1757: Das Herrschafts- und Einflussgebiet der Trịnh-Fürsten (Đàng Ngoài bzw. Tonkin) in rot, das Territorium der Nguyễn-Fürsten (Đàng Trong bzw. Cochinchina) in blauviolett.

Die Nguyễn-Fürsten (vietn. Chúa Nguyễn, chữ Nôm: 主阮, engl. Nguyễn lords), auch Nguyễn-Clan oder Nguyễn-Phúc-Familie, waren ein vietnamesisches Herrschergeschlecht, das von Mitte des 16. bis Ende des 18. Jahrhunderts den südlichen Teil Vietnams regierte.
Der Norden des Landes wurde während dieser Zeit von den verfeindeten Trịnh-Fürsten beherrscht. Sowohl die Trịnh- als auch die Nguyễn-Familienoberhäupter erkannten die machtlosen Kaiser der Lê-Dynastie als rechtmäßige Herrscher an und verwendeten für sich selbst den Titel Chúa („Herr“).
Das von den Nguyễn-Fürsten beherrschte Staatswesen wurde als Đàng Trong, Nam Hà, Quảng Nam/Quinam oder Cochinchina bezeichnet. Es war mit seinem Haupthafen Hội An eine  florierende maritime Handelsmacht am Südchinesischen Meer. Das hochgerüstete Nguyễn-Militär wehrte mehrere Invasionsversuche der zahlenmäßig deutlich überlegenen Trịnh-Streitkräfte ab und eroberte im Süden Champa und den damaligen Osten Kambodschas (Saigon und das Mekongdelta). Ein wesentlicher Teil der vietnamesischen Südexpansion fand somit unter der Herrschaft der Nguyễn-Fürsten statt.
Im Jahr 1777 wurden die Nguyễn von den Tây-Sơn-Rebellen vernichtet. Ein überlebendes Familienmitglied, Nguyễn Phúc Ánh, besiegte jedoch die Rebellen und begründete 1802 die Nguyễn-Kaiserdynastie.

## Herkunft
Der Nguyễn-Clan stammte ursprünglich – wie auch die Lê und die Trịnh – aus der nördlichen Provinz Thanh Hóa. Die Nguyễn-Herkunftssage führte die Abstammung der Familie auf den Stammvater Nguyễn Bặc zurück, einen Staatsmann der Đinh-Dynastie im 10. Jahrhundert.
Der historisch fassbare Begründer der Familie ist Nguyễn Công Duẩn, Anfang des 15. Jahrhunderts Verwalter des Landguts Gia Miêu im Bezirk Tống Sơn (heute Gemeinde Hà Long im Bezirk Hà Trung) in der Provinz Thanh Hóa. Dieser unterstützte Lê Lợi im Unabhängigkeitskampf gegen Ming-China, weshalb sein Clan während der Lê-Dynastie (ab 1428) zu den führenden Familien des Reiches zählte. Sein ältester Sohn Nguyễn Đức Trung gehörte zu den Militärführern, die Lê Thánh Tông 1460 auf den Thron brachten und amtierte später als Provinz-Befehlshaber von Thanh Hóa. Nguyễn Đức Trungs Tochter Nguyễn Thị Hằng (Trường Lạc) trat in den kaiserlichen Palast ein und wurde nach Geburt des Kronprinzen die Hauptfrau Kaiser Lê Thánh Tôngs. Nach dem Tod ihres Mannes erlangte sie als Kaiserinwitwe großen Einfluss während der Regierungszeiten ihres Sohnes Lê Hiến Tông (1497–1504) sowie ihres Enkels Lê Túc Tông (1504). Über zweihundert Träger des Familiennamens Nguyễn wurden in diesen Jahren Hofbeamte.
Ein zweiter Enkel, Lê Uy Mục, wurde 1505 neuer Kaiser und ließ seine Großmutter (die ihn wegen seiner bäuerlichen Abstammung mütterlicherseits abgelehnt hatte) wenig später ermorden. Kaiser Lê Uy Mụcs tyrannische Herrschaft endete schließlich 1509, als er von einer Thanh-Hóa-Rebellenarmee unter der Führung des Nguyễn Văn Lang (eines jüngeren Cousins der Kaiserinwitwe) gestürzt und getötet wurde. Neuer Kaiser von Gnaden der Thanh-Hóa-Aristokratie wurde Lê Tương Dực, dessen glücklose Regierungszeit von der Trần-Cao-Rebellion geprägt war. Nach dem Tod des Nguyễn Văn Lang 1513 kam es zum Konflikt zwischen seinem Sohn Nguyễn Hoằng Dụ und seinem einstigen Gefolgsmann Trịnh Duy Sản aus der Trịnh-Familie, dem dritten großen Clan Thanh Hóas. Trịnh Duy Sản tötete 1516 den Lê-Kaiser, womit das Land endgültig in einem chaotischen Thronfolgekrieg versank. Als neue Partei trat die Mạc-Familie auf, die im Gegensatz zu den anderen nicht aus Thanh Hóa, sondern aus dem Delta des Roten Flusses stammte. Mạc Đăng Dung brachte 1522 zunächst seinen eigenen Lê-Kandidaten auf den Kaiserthron, ließ diesen dann aber 1527 – nach Sicherung seiner Macht – beseitigen, um selbst erster Kaiser der Mạc-Dynastie zu werden.
Das neue Oberhaupt des Nguyễn-Clans, Nguyễn Kim, floh 1529 vor den Mạc ins Exil nach Laos. Nguyễn Kim wurde häufig als Sohn des Nguyễn Hoằng Dụ bezeichnet, war aber vermutlich dessen Großcousin. Im Jahr 1533 proklamierte er einen Lê-Prinzen, Lê Duy Ninh, der spätere Kaiser Lê Trang Tông, zum Gegenkaiser, was als Beginn des Lê-Mạc-Krieges gilt. Bis 1543 hatte er die Provinz Thanh Hóa zurückerobert, fiel aber zwei Jahre später dem Attentat eines vermeintlichen Mạc-Überläufers namens Dương Chấp Nhất zum Opfer.
Nach Nguyễn Kims Tod übernahm sein wichtigster General und Schwiegersohn Trịnh Kiểm die Führung der Lê-Allianz. Trịnh Kiểm beanspruchte eine Abstammung aus dem aristokratischen Trịnh-Clan, war aber in ärmlichen Verhältnissen aufgewachsen. Bald nach seiner Machtübernahme ließ er Nguyễn Kims ältesten leiblichen Sohn, Nguyễn Uông, als potentiellen Rivalen töten. Dessen jüngerer Bruder Nguyễn Hoàng galt als geistig zurückgeblieben und stellte daher aus Sicht Trịnh Kiểms keine Gefahr dar. Nach Vermittlung durch Nguyễn Thị Ngọc Bảo, Nguyễn Hoàngs Schwester und Trịnh Kiểms Ehefrau, erhielt Nguyễn Hoàng dann im Jahr 1558 die Statthalterschaft über die Gebiete an der damaligen Südgrenze des vietnamesischen Reiches zugesprochen und siedelte sich mit seinen Gefolgsleuten dort an. Daraus entwickelte sich mit der Zeit ein eigenständiger Herrschaftsverband.
Beginnend mit seinem Sohn Nguyễn Phúc Nguyên (reg. 1613–1635) verwendeten sämtliche Familienmitglieder den Doppelnamen Nguyễn Phúc (alternativ Nguyễn Phước geschrieben, chữ Hán: 阮福), um sich von anderen Nguyễn-Familien abzugrenzen.
Von den 1560er-Jahren bis in die 1590er-Jahre kämpften die Trịnh und Nguyễn gemeinsam gegen die Mạc. Die Trịnh konnten die Mạc zurückdrängen, kontrollierten ab 1593 nahezu den gesamten Norden einschließlich der Hauptstadt und des Lê-Kaiserhofs und forderten in der folgenden Zeit die Unterwerfung der Nguyễn. Deren Weigerung, Steuern zu zahlen, führte schließlich 1627 zum Ausbruch des Trịnh-Nguyễn-Krieges. Obwohl den Trịnh zahlenmäßig eine drei- bis vierfache Übermacht an Soldaten zur Verfügung stand, scheiterten ihre Feldzüge in den Süden wiederholt an den Verteidigungsstellungen der Nguyễn. Nach 45 Kriegsjahren mit sechs erfolglosen Trịnh-Angriffen und einer ebenfalls erfolglosen Nguyễn-Gegenoffensive kam es 1672 zu einem informellen Waffenstillstand. Im Anschluss entwickelten sich die Staatswesen der Trịnh und Nguyễn für ein Jahrhundert lang unabhängig voneinander.

## Das Staatswesen der Nguyễn

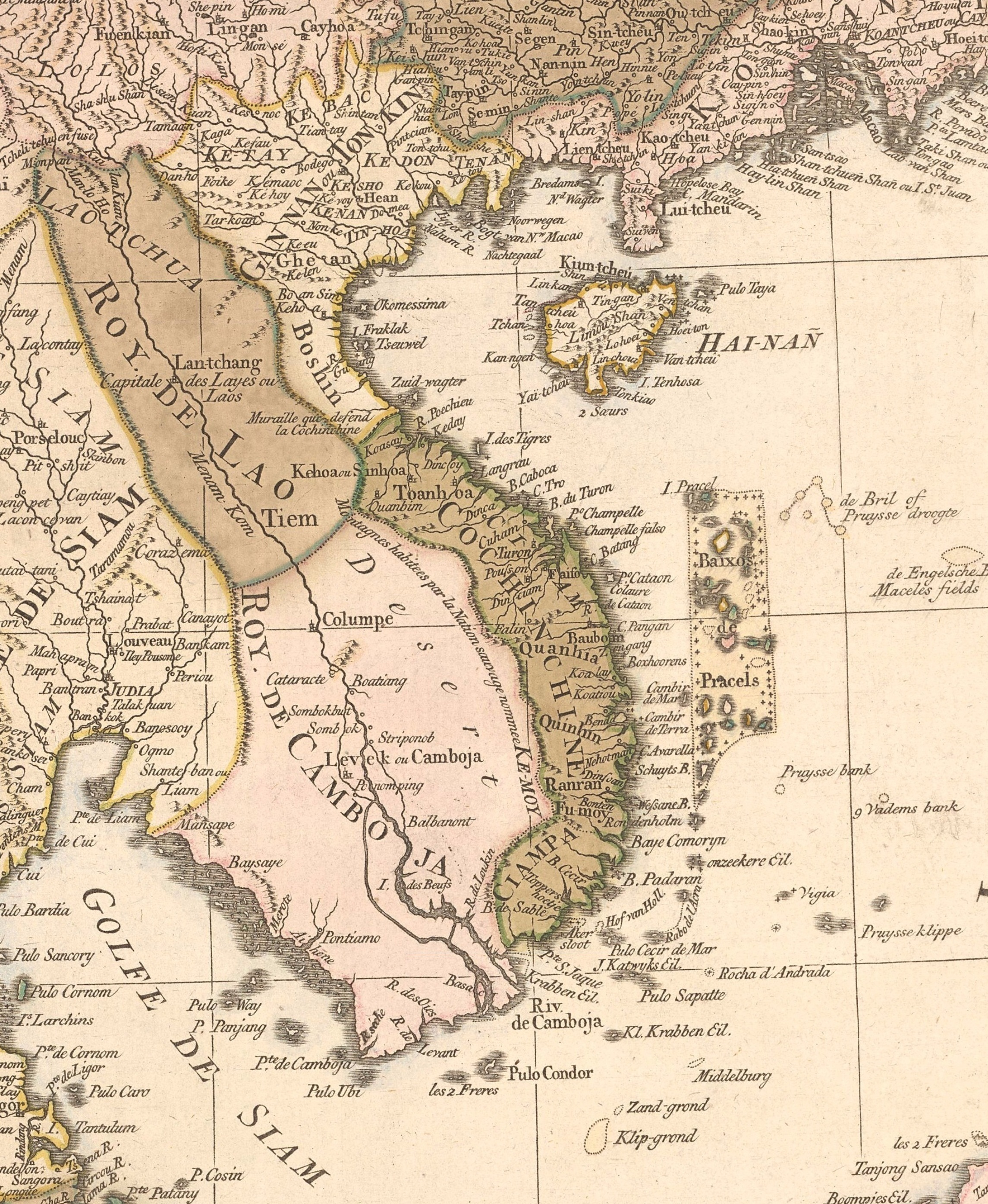
Vietnam im 18. Jahrhundert (Ausschnitt aus einer französisch-niederländischen Karte von 1760). Der Nguyễn-Staat („Cochinchine“) in grün.

Das Kerngebiet des Nguyễn-Herrschaftsgebietes war das heutige Zentralvietnam. Nguyễn Hoàng regierte ab 1558 die Provinz Thuận Hóa (heute Quảng Bình, Quảng Trị und Thừa Thiên Huế). Ende 1569 kam die daran angrenzende Provinz Quảng Nam hinzu. Die weiter südlich gelegenen Territorien Quảng Ngãi, Bình Định und Phú Yên galten als wildes Grenzland und wurden erst von den Nguyễn administrativ organisiert. Die noch südlicheren Gebiete waren zu dieser Zeit noch nicht vietnamesisch besiedelt, sondern gehörten zu Champa und Kambodscha. Die Residenz der Nguyễn-Fürsten befand sich anfangs im Raum Quảng Trị, später dann in Phú Xuân (Huế). Die wichtigste Stadt war hingegen das Handelszentrum Hội An (von den Europäern Faifo genannt) in der Provinz Quảng Nam.
Das südliche Staatswesen hatte keinen offiziellen Namen, da es weiterhin als Teil des gesamtvietnamesischen Reiches (Đại Việt) angesehen wurde. Im Sprachgebrauch wurde es als Đàng Trong (Nôm: 唐冲, „Innerer Kreis“/„Innere Region“) oder als Nam Hà (Hán: 南河, „Südlich des Flusses“, bezogen auf den Grenzfluss Gianh) bezeichnet. Im Ausland wurde das Nguyễn-Territorium nach der wirtschaftlich bedeutendsten Provinz häufig Quảng-Nam-Staat (Quảng Nam Quốc, 廣南國) genannt, von den Europäern zu Quinam abgewandelt. Alternativ wurde die Bezeichnung Cochinchina verwendet. Der Nguyễn-Fürst wurde als König von Quinam oder als König von Cochinchina tituliert.
Da sich die Nguyễn-Fürsten zumindest bis 1672 quasi dauerhaft im Krieg befanden – zunächst mit den Mạc, später mit den Trịnh sowie zeitweise im Süden mit den Cham und Kambodschanern – war ihr Staatswesen in hohem Maße militärisch geprägt. Charakteristisch für das Nguyễn-Militär waren eine starke Marine (bestehend aus Ruderschiffen für den küstennahen Einsatz), eine fortschrittliche Artillerietruppe (ausgerüstet sowohl mit portugiesischen Bocarro-Kanonen als auch eigenen Anfertigungen), der Bau umfangreicher Festungsanlagen zur Abwehr der Trịnh (die Wälle von Đồng Hới) sowie der Einsatz von Kriegselefanten.
Das Rückgrat des Militärs – und der Nguyễn-Herrschaft im Allgemeinen – stellten die Nachfahren der Kriegerclans aus Thanh Hóa dar, die mit Nguyễn Hoàng im 16. Jahrhundert in den Süden gezogen waren. Die Nachkommen von Familien, die bereits vor den Nguyễn im Süden gelebt hatten, galten hingegen bestenfalls als Untertanen zweiter Klasse. Noch schlechter war die Situation ethnischer Minderheiten, die zunehmend von vietnamesischen Siedlern und Militärkolonisten verdrängt oder versklavt wurden. Aus diesem Grund wird der Nguyễn-Staat gelegentlich als kolonialistisch bezeichnet. Erst Anfang des 18. Jahrhunderts, als das Thanh-Hóa-Erbe der Nguyễn an Bedeutung verloren hatte, entstand eine eigenständige südliche Identität.
Die Administration des Nguyễn-Staatwesens war zunächst ebenfalls rein militärisch und stützte sich auf Garnisonen als Verwaltungszentren. Im Jahr 1614 wurden als Regierungsapparat „drei Büros“ (tam ty, 三司) eingerichtet: Das Büro der Garde befasste sich mit der militärischen Verwaltung der Nguyễn-Hauptstadt, deren Umland sowie einigen strategisch wichtigen Orten. Das Büro der Garnisonen kümmerte sich um die in den Provinzen stationierten Truppen, besonders um deren Ausbildung und Versorgung. Das Büro der Kommissare war für die nicht-militärische Rechtsprechung zuständig. Hinzu kam eine vierte Organisation, das Büro des Inneren Hofes, das für die Finanzen (einschließlich Handel) und die persönlichen Angelegenheiten der Nguyễn-Herrscher verantwortlich war. Ab 1615 wurde das Land in Präfekturen und Bezirke eingeteilt, was die Erstellung von Bewohnerregistern und das direkte Eintreiben der Steuern ermöglichte. Dieses relativ einfache und geradlinige Verwaltungssystem blieb grundsätzlich bis ins 18. Jahrhundert bestehen. Es nahm jedoch die Bedeutung von Zivilbeamten zu, da ab Mitte des 17. Jahrhunderts auch im Süden regelmäßig Gelehrtenprüfungen durchgeführt wurden. Diese Prüfungen waren praxisorientierter und weniger akademisch als die des Nordens. Im Rahmen der Unabhängigkeitsbestrebungen wurde in den 1740er-Jahren die gesamte Nguyễn-Administration umgebaut und stark vergrößert, um Phú Xuân (Huế) auf das gleiche Niveau wie Đông Kinh (Hanoi) zu bringen. Insbesondere wurden die klassischen Sechs Ministerien als Kernelement eines sinisierten Staatswesens eingerichtet.
Im religiös-kulturellen Bereich förderten die Nguyễn-Herrscher den Buddhismus und ließen zahlreiche Tempel errichten, oftmals unter Einbeziehung älterer Cham-Heiligtümer. Die bekannteste Nguyễn-Gründung ist der Thiên-Mụ-Tempel am Parfümfluss nahe Huế. Der Konfuzianismus und das damit verbundene Bildungswesen waren hingegen wenig ausgeprägt. Das durch Missionare (insbesondere Jesuiten wie Alexandre de Rhodes) ins Land gebrachte Christentum wurde zwar bald verboten und sporadisch verfolgt, meist aber toleriert.

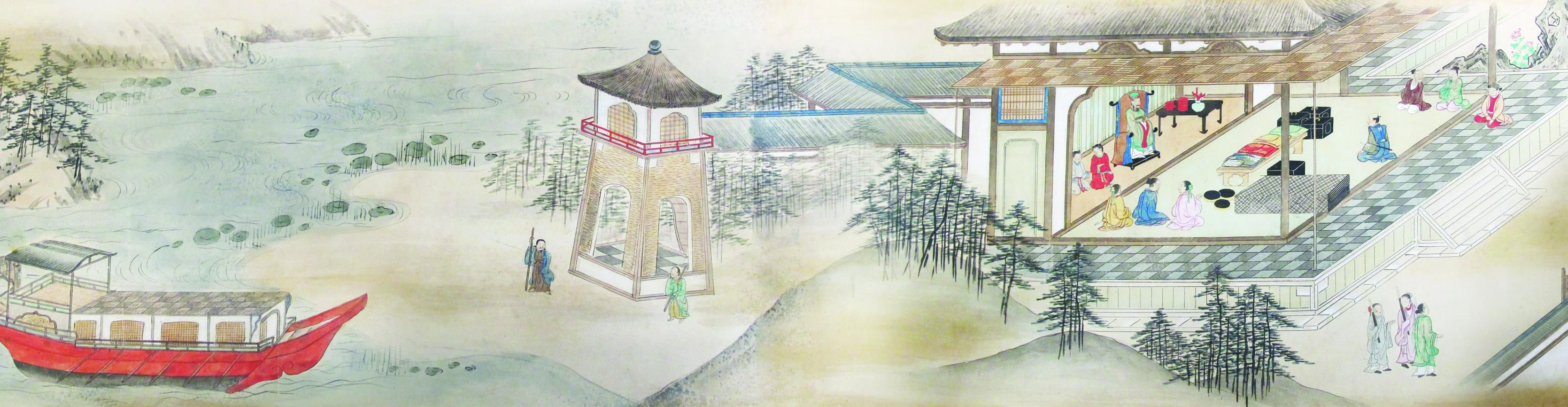
Die Kaufleute eines japanischen Rotsiegel-Schiffs zollen nach ihrer Ankunft in Hội An dem Statthalter der Provinz Quảng Nam Tribut. Ausschnitt aus der Emaki-Rolle Chaya Shinroku Kōchi tokō zukan („Illustration über Chaya Shinrokus Überseefahrt nach Cochinchina“) aus dem 17. Jahrhundert, heute in Nagoya aufbewahrt.

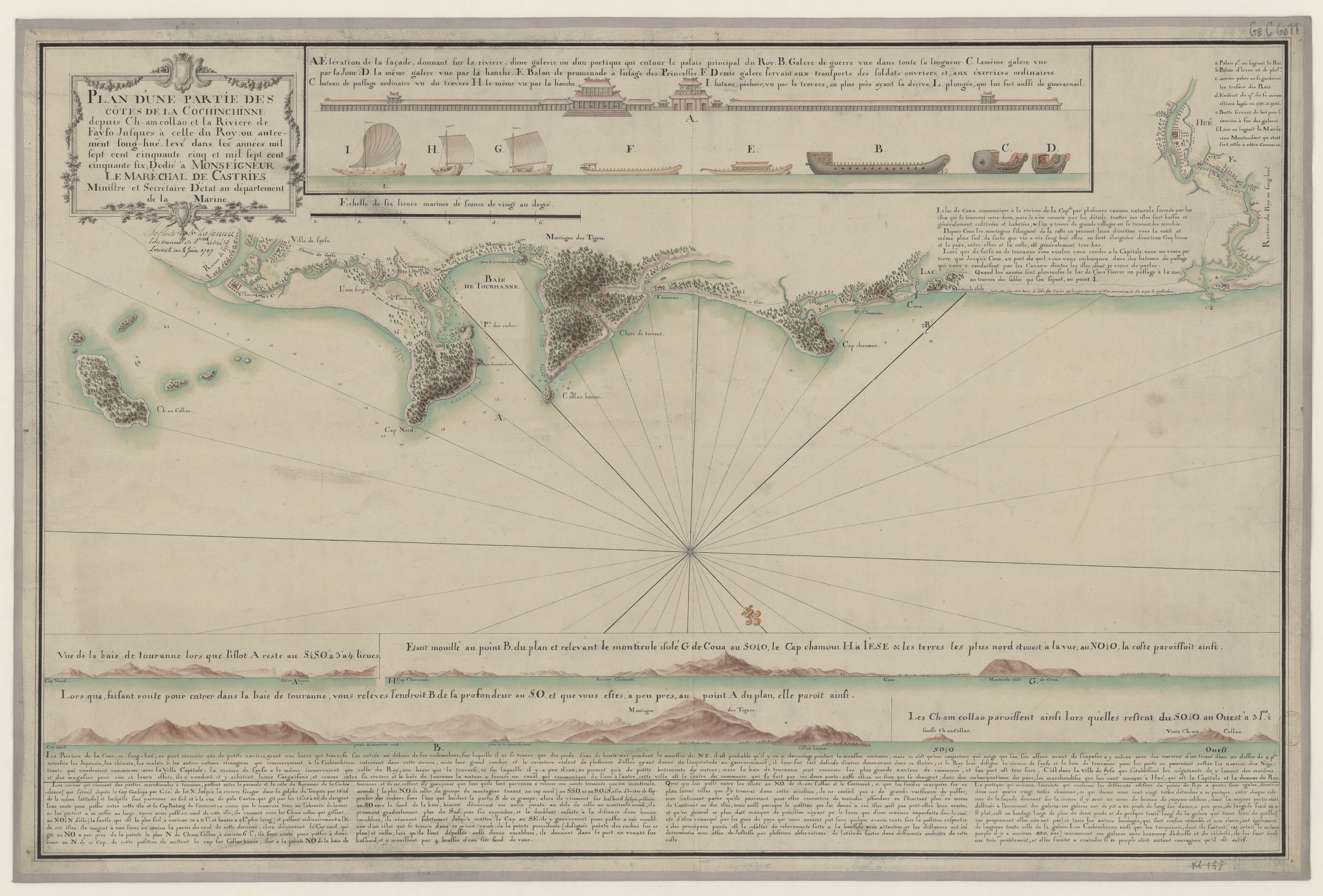
Die cochinchinesische Küste zwischen Faÿfo (Hội An) und Huế. Karte des französischen Seefahrers Le Floch de La Carrière, der die Region 1755/56 besucht hatte. Dargestellt werden auch der königliche Nguyễn-Palast sowie verschiedene vietnamesische Schiffstypen (Plan d'une partie des côtes de la Cochinchine, 1787).

Allgemein regierten die Nguyễn-Fürsten verhältnismäßig progressive und weltoffen. Ihr Staat war maritim geprägt und entwickelte sich zu einem wichtigen Drehkreuz des Seehandels zwischen Japan, China, Siam und Kambodscha, der malaiischen Inselwelt sowie den Stützpunkten der europäischen Kolonialmächte. Dank einer Laissez-faire-Freihandelspolitik entwickelte sich der Hafen Hội An zu einer blühenden multikulturellen Stadt mit einem chinesischen, japanischen und europäisch-christlichen Viertel. Insbesondere zu den Portugiesen unterhielten die Nguyễn freundschaftliche Beziehungen, was ihnen wiederum die Feindschaft der Niederländer einbrachte. Aufgrund der niedrigen Einwohnerzahl und dem Mangel an geeigneten Nutzflächen war die landwirtschaftliche Kapazität des Südens begrenzt. Die Nguyễn konzentrierten sich daher auf den Anbau wertvoller Exportgüter (wie Seide, Zucker, Pfeffer) und importierten wiederum Reis aus der Mekongregion. Durch diese internationale Ausrichtung unterschied sich das Staatswesen der Nguyễn deutlich vom Trịnh-Reich im Norden (Tonkin), das durch konfuzianische Orthodoxie und eine traditionelle Reisbauern-Gesellschaft geprägt war.
Ein wesentlicher Teil der vietnamesischen Südexpansion (Nam tiến) fand unter den Nguyễn-Fürsten statt. In mehreren Kriegen gegen Champa annektierten sie zunächst weite Teile des verbliebenen Cham-Reiches, insbesondere Kauthara (Nha Trang) im Jahr 1653, und machten schließlich das letzte Zentrum, Panduranga (Phan Rang), zu einem machtlosen Vasallenfürstentum. Auch das Đồng-Nai- und Mekongdelta – das damalige Ostkambodscha – wurde von den Nguyễn unter ihre Herrschaft gebracht. Ab den 1620er-Jahren stand Prey Nokor (Saigon) unter vietnamesischer Verwaltung, 1698 wurde die Region offiziell als Gia Định annektiert. Ende der 1750er-Jahre beherrschten die Nguyễn sowie mit ihnen verbündete chinesischstämmige Anführer schließlich das gesamte Mekongdelta und dominierten auch den kambodschanischen Königshof.

## Übergang zur Nguyễn-Kaiserdynastie

Siegel der Nguyễn-Fürsten

Anfang des 18. Jahrhunderts hatten sich die Trịnh- und Nguyễn-Staaten völlig auseinanderentwickelt. Nach über einem Jahrhundert der Trennung war der Bezug zum fernen Lê-Kaiserhof verloren gegangen, weshalb die Nguyễn nun versuchten ihre faktische Unabhängigkeit auch formal anerkennen zu lassen. Der chinesische Kaiser als Suzerän Vietnams lehnte das Ansuchen jedoch 1702 ab. Trotzdem ließ der Nguyễn-Fürst Nguyễn Phúc Chu 1709 ein eigenes Staatssiegel kreieren. Sein Enkel Nguyễn Phúc Khoát (reg. 1738–1765) nahm 1744 schließlich sogar den Königstitel (Vương) an. Das Nguyễn-Reich befand sich in dieser Zeit auf dem Höhepunkt seiner Macht.
In Nguyễn Phúc Khoáts letzten Lebensjahren setzte jedoch der Niedergang ein. Der Rückgang des Seehandels führte zu einer Wirtschafts- und Währungskrise, was wiederum die Verarmung breiter Bevölkerungsschichten zur Folge hatte. Ein machthungriger Hofbeamter stieg zum De-facto-Regenten auf und setzte die Nachfolge eines führungsschwachen Nguyễn-Prinzen durch. Ab 1771 befanden sich die Nguyễn im Krieg mit dem wiedererstarkten Siam um die Oberherrschaft über Kambodscha. Die Kriegsanstrengungen ließen die Krise weiter eskalieren. Ebenfalls 1771 brach am Rande des Zentralen Hochlandes die Tây-Sơn-Rebellion aus. 1773 eroberten die Rebellen die Hafenstadt Quy Nhơn. Im folgenden Jahr griffen die Trịnh in den Konflikt ein und besetzten 1775 die Nguyễn-Hauptstadt Phú Xuân (Huế). Die Fürstenfamilie floh nach Gia Định (Saigon). Die Stadt wurde jedoch 1777 von den Tây-Sơn-Rebellen erobert und die meisten Nguyễn-Familienmitglieder hingerichtet. Der Nguyễn-Staat war damit untergegangen. Der Tây-Sơn-Anführer Nguyễn Nhạc (nicht verwandt) nahm 1778 den (Gegen-)Kaisertitel an und begründete so die Tây-Sơn-Dynastie.
Das hochrangigste überlebende Nguyễn-Mitglied, der junge Prinz Nguyễn Phúc Ánh, setzte den Kampf mit Guerilla-ähnlichen Methoden fort, was einen jahrelangen Krieg in der Mekongdeltaregion zur Folge hatte. Anfang 1785 wurden seine siamesischen Verbündeten jedoch vernichtend von den Tây-Sơn-Truppen besiegt, woraufhin Nguyễn Phúc Ánh nach Bangkok fliehen musste.
Die Tây-Sơn-Rebellen eroberten in der Folgezeit das nördliche Vietnam und beseitigten die Trịnh. Wenig später kam es zu einem kurzen Bruderkrieg: Der Tây-Sơn-Anführer Nguyễn Nhạc wurde von seinem jüngeren Bruder Nguyễn Huệ besiegt, der daraufhin die Führung über die Tây-Sơn-Dynastie sowie den Kaisertitel übernahm. Zum Jahreswechsel 1788/89 errang Nguyễn Huệ einen großen Sieg über eine chinesische Streitmacht, die im Namen des Lê-Kaisers Lê Chiêu Thống in Nordvietnam einmarschiert war, und wurde im Anschluss vom chinesischen Kaiser als rechtmäßiger Herrscher Vietnams anerkannt.
Nguyễn Phúc Ánh nutzte die Ereignisse im Norden und kehrte 1787 ins Mekongdelta zurück. Im September 1788 gelang seinen Truppen die Rückeroberung von Gia Định (Saigon), das er für die kommenden Jahre zu seiner Residenz machte. Mit Bedacht entwickelte er eine neue Staatsverwaltung. Französische Söldner reorganisierten das Militärwesen und bauten Festungen zur Sicherung der eroberten Gebiete. Nach dem Tod der beiden Tây-Sơn-Brüder 1792 bzw. 1793 ging Nguyễn Phúc Ánh endgültig in die Offensive und stieß in kleinen Schritten nach Norden vor. Mitte 1802 waren die Tây Sơn vernichtet. Die Lê-Dynastie wurde – mit Billigung Chinas – ebenfalls als erloschen erklärt, so dass Nguyễn Phúc Ánh in Huế als Kaiser Gia Long den Thron besteigen konnte. Damit begann die Zeit der Nguyễn-Kaiserdynastie, die bis 1945 andauern sollte.
Unter Gia Longs Sohn und Nachfolger, Kaiser Minh Mạng (reg. 1820–1841), fand eine Überprüfung und Zensur aller Geschichtswerke statt. Dabei wurden nicht nur positive Darstellungen der Mạc, Trịnh und Tây Sơn entfernt, sondern auch die Geschichte der Nguyễn-Fürsten umgeschrieben und ihre Eigenständigkeit heruntergespielt. Da Minh Mạng versuchte, Vietnam in einen konfuzianisch dominierten, nach außen hin abgeschotteten und politisch wie kulturell einheitlichen Zentralstaat umzuformen, stellten seine eigenen Vorfahren als weltoffene Separatisten kein geeignetes Vorbild mehr dar.
Minh Mạng legte ebenfalls fest, dass nur noch die Nachkommen der Nguyễn-Kaiser den Familiennamen Nguyễn Phúc führen durften. Angehörige der Nebenlinien, das heißt Nachfahren früherer Nguyễn-Fürsten, mussten ihren Namen in Tông Thất (宗室) – übersetzt etwa „Mitglied des Familienclans“ – ändern. Dieser Name musste wiederum aufgrund des üblichen Namenstabus zur Thronbesteigung von Kaiser Thiệu Trị (reg. 1841–1847) in Tôn Thất (尊室) geändert werden, da der Kaiser mit persönlichem Namen Nguyễn Phúc Miên Tông hieß. Die weibliche Form lautet Tôn Nữ (尊女).

## Liste der Nguyễn-Fürsten
| Persönlicher Name                   | Titel                        | Regierungszeit | Anmerkungen                                                                |
| ----------------------------------- | ---------------------------- | -------------- | -------------------------------------------------------------------------- |
| Nguyễn Hoàng                        | Đoan Quận Công, Chúa Tiên    | 1558–1613      | zweiter Sohn des Nguyễn Kim                                                |
| Nguyễn Phúc Nguyên                  | Chúa Sãi                     | 1613–1635      | sechster Sohn des Vorgängers                                               |
| Nguyễn Phúc Lan                     | Chúa Thượng                  | 1635–1648      | zweiter Sohn des Vorgängers                                                |
| Nguyễn Phúc Tần                     | Chúa Hiền                    | 1648–1687      | zweiter Sohn des Vorgängers                                                |
| Nguyễn Phúc Trăn (Nguyễn Phúc Thái) | Chúa Nghĩa                   | 1687–1691      | zweiter Sohn des Vorgängers                                                |
| Nguyễn Phúc Chu                     | Minh Chúa, Quốc Chúa         | 1691–1725      | ältester Sohn des Vorgängers                                               |
| Nguyễn Phúc Trú, (Nguyễn Phúc Chú)  | Chúa Ninh, Đỉnh Quốc Công    | 1725–1738      | ältester Sohn des Vorgängers                                               |
| Nguyễn Phúc Khoát                   | Võ Vương                     | 1738–1765      | ältester Sohn des Vorgängers                                               |
| Nguyễn Phúc Thuần                   | Định Vương                   | 1765–1777      | sechzehnter Sohn des Vorgängers, Marionette des Ministers Trương Phúc Loan |
| Nguyễn Phúc Dương                   | „Đông Cung“, Tân Chính Vương | 1776–1777      | Mitherrscher, Enkel des Nguyễn Phúc Khoát, Marionette des Generals Lý Tài  |
| Nguyễn Phúc Ánh                     | Nguyễn Vương, Gia Long       | 1777/80–1802   | Enkel des Nguyễn Phúc Khoát, 1802–1820 erster Kaiser der Nguyễn-Dynastie   |